# 藤原正家
藤原 正家（ふじわら の まさいえ）は、平安時代後期の貴族・学者・歌人。藤原北家真夏流（日野家）、式部権大輔・藤原家経の長男。官位は正四位下・式部大輔。

## 経歴
文章博士を務め、正四位下・式部権大輔にまで昇った学者である藤原家経の子として誕生。少年時代から神童の誉れ高く、『法華経』を1日に50部転読し、数万部を暗誦していたといわれる。
対策に及第したのち、後冷泉朝にて六位蔵人・左衛門尉・大内記・越中守を経て康平4年（1061年）に右少弁に任官する。治暦元年（1065年）左少弁兼文章博士、治暦4年（1068年）正五位下、治暦5年（1069年）右中弁、延久2年（1070年）従四位下、延久4年（1072年）従四位上、承保2年（1075年）正四位下、承保4年（1077年）左中弁、承暦4年（1080年）右大弁と、後冷泉・後三条・白河の三朝20年以上に亘って弁官を務める。また、この間の承暦2年（1078年）蔵人頭にも任ぜられるが、まもなくこれを辞すなど、公卿の座を目前にするも昇進は叶わなかった。
応徳元年（1084年）若狭守として地方官に転じるが、寛治元年（1087年）には式部権大輔として堀河天皇の御読書始に際して侍読を務め、嘉保2年（1095年）式部大輔に任ぜられ、文人官僚の筆頭に至った。
天永2年（1111年）10月12日卒去。享年86。

## 人物
後三条天皇・白河天皇の時代において大江匡房と並んで双璧の学者とされた。儒学に優れていたことから「儒宗」と呼ばれ、さらには相人としての評判も高いなど博学多才であった。
歌人でもあり、永承6年（1051年）の『侍臣歌合』を始めとして、『承暦二年内裏歌合』『嘉保元年前関白師実歌合』等に出詠、天仁元年（1108年）大嘗会では主基方の和歌の作者となった。『金葉和歌集』（1首）以下の勅撰和歌集に3首が入首。また、漢詩文でも大江匡房に並ぶ程の才能であったといわれ、『本朝続文粋』に作品が残っている。

## 逸話
『今鏡』には後三条天皇とその近臣である大江匡房・藤原実政との逸話の次に、以下のような正家との逸話を載せており、正家が匡房・実政と並ぶ後三条天皇の近臣であったことが窺われる。
- 後三条天皇の代の初め頃の内裏焼失[6]の際、天皇の周りにたまたま伺候する者がいなかったが、天皇が紫宸殿に行ってみると火事の対処にてきぱきと動き回る見知らぬ者（正家）がいたため名を問うた。正家は天皇に顔を知られていないため、気を利かせて「左少弁正家」と官職名を付けて名を名乗ると、天皇は弁官であれば近くに伺候するように命じたという。

## 官歴
注記のないものは『弁官補任』による。
- 時期不詳：対策及第
- 永承4年（1049年） 11月9日：見六位蔵人兼近江大掾[7]
- 永承6年（1051年） 3月27日：見左衛門尉[8]
- 康平元年（1058年）8月29日：見大内記[9]
- 時期不詳：従五位上。越中守
- 康平4年（1061年） 12月8日：右少弁[10]
- 治暦元年（1065年） 3月29日：兼文章博士。12月8日：左少弁
- 治暦4年（1068年） 正月7日：正五位下（策）
- 治暦5年（1069年） 正月7日：兼伊予権介。11月17日：右中弁
- 延久2年（1070年） 2月5日：宣旨給。8月28日：従四位下（行幸春日行事）
- 延久4年（1072年） 正月5日：従四位上（治国）
- 延久5年（1073年） 日付不詳：辞伊予権介（秩満）[11]
- 承保2年（1075年） 正月：兼伊予介。12月8日：正四位下（行幸春日行事）
- 承保3年（1076年） 6月2日：修理右宮城使。10月：辞文章博士
- 承保4年（1077年） 10月3日：左中弁。11月8日：率文勾当
- 承暦2年（1078年） 日付不詳：蔵人頭[12]
- 時期不詳：辞蔵人頭
- 承暦4年（1080年） 8月22日：右大弁、勧学院別当
- 応徳元年（1084年） 6月23日：若狭守
- 寛治元年（1087年） 12月13日：兼式部権大輔、守如元[13]
- 嘉保2年（1095年） 12月：式部大輔[14]
- 天永2年（1111年） 10月12日：卒去[15]

## 系譜
『尊卑分脈』による。
- 父：藤原家経
- 母：藤原能通の娘
- 妻：藤原良任の娘
  - 男子：藤原広綱
  - 男子：藤原俊信（1055-1105）